# Rovedderkoppen
|  | Denne artikel er oprettet af botten PalnaBot ud fra en ekstern database. Den kan derfor have sproglige fejl eller mangler. Denne skabelon kan fjernes efter kontrol af indholdet. |

Rovedderkoppen er en film instrueret af August Blom efter manuskript af Carl Th. Dreyer, Sven Elvestad.

## Handling
Hun opfordrer nu Charlie til at efterskrive sin velhavende brors navn på en veksel, men dette nægter Charlie og bestemmer sig for at dø for egen hånd, da han heller ikke tør vise sig for Rovedderkoppens øjne igen. Grosserer Falkenberg sværger at ville hævne broderens død og henvender sig til detektiven Asbjørn Krag. Dette erfarer Rovedderkoppen gennem sine talrige spioner, og hun planlægger at få stemplet grosserer Falkenberg som falskspiller. Dette lykkes dog ikke takket være detektiv Krags snarrådighed.